# Ниста, Лоренцо
Лоренцо Ниста (итал. Lorenzo Nista, р.21 января 1993) — итальянский фехтовальщик-рапирист, призёр Европейских игр.

## Биография
Родился в 1993 году в Ливорно. В 2010, 2011 и 2013 годах становился чемпионом мира среди юниоров.
В 2015 году завоевал серебряную медаль Европейских игр.